# Pelecopsis riffensis
Pelecopsis riffensis är en spindelart som beskrevs av Robert Bosmans och Abrous 1992. Pelecopsis riffensis ingår i släktet Pelecopsis och familjen täckvävarspindlar.
Artens utbredningsområde är Marocko. Inga underarter finns listade i Catalogue of Life.